# Курсдорф (Залфелд-Рудолфштат)
Курсдорф (њем. Cursdorf) општина је у њемачкој савезној држави Тирингија. Једно је од 39 општинских средишта округа Залфелд-Рудолштат. Према процјени из 2010. у општини је живјело 717 становника. Посједује регионалну шифру (AGS) 16073013.

## Географски и демографски подаци
Курсдорф се налази у савезној држави Тирингија у округу Залфелд-Рудолштат. Општина се налази на надморској висини од 690 метара. Површина општине износи 14,0 km². У самом мјесту је, према процјени из 2010. године, живјело 717 становника. Просјечна густина становништва износи 51 становника/km².